# CSD Rangers
Club Social de Deportes Rangers de Talca – chilijski klub piłkarski z siedzibą w mieście Talca.

## Osiągnięcia

### Krajowe
- Primera División

| zwycięstwo (0):     | –              |
| drugie miejsce (2): | 1969, 2002 (A) |

- Copa Chile

| zwycięstwo (0):     | –    |
| drugie miejsce (1): | 1996 |

## Historia
Klub założony został 2 listopada 1902. Nazwę Rangers zaproponował jeden z założycieli klubu – Anglik Juan Greenstret. W roku 2006 klub spadł z pierwszej ligi (Primera División de Chile) i obecnie gra w drugiej lidze (Primera B).

### Piłkarze w historii klubu
- Vicente Cantatore
- Silvio Fernández Dos Santos
- Rubén Gómez
- Ángel Labruna
- Omar Enrique Mallea

## Stadion
Swoje mecze domowe klub rozgrywa na stadionie Estadio Fiscal mogącym pomieścić 17000 widzów.